# Голубовка (Репкинский район)
Голубо́вка (укр. Голубі́вка) — село Репкинского района Черниговской области Украины. Население 41 человек.
Код КОАТУУ: 7424484203. Почтовый индекс: 15043. Телефонный код: +380 4641.

## Власть
Орган местного самоуправления — Малиновский сельский совет. Почтовый адрес: 15043, Черниговская обл., Репкинский р-н, с. Малиновка, ул. Центральная, 22, тел. 4-41-10, факс 4-41-10.